# Norops liogaster
Norops liogaster este o specie de șopârle din genul Norops, familia Polychrotidae, descrisă de Boulenger 1905. A fost clasificată de IUCN ca specie cu risc scăzut. Conform Catalogue of Life specia Norops liogaster nu are subspecii cunoscute.